# Golden Skans
Golden Skans is een single van Klaxons. Het behaalde de 39e positie in de 3FM Mega Top 50.

## Tracks
- CD RINSE002CD
  1. "Golden Skans"
  2. "Golden Skans [Erol Alkan's Ekstra Spektral Edit]"
- 7" 1 RINSE002S
  1. "Golden Skans" [live in Manchester]
  2. "The Bouncer" [live in Manchester]
- 7" 2 RINSE002SX
  1. "Golden Skans"
  2. "Atlantis to Interzone" [live in Manchester]
- 12" RINSE002T (Released 29 januari 2007)
  1. "Golden Skans [Erol Alkan's Ekstra Spektral Edit]"

## Hitlijsten
| Nummer | 49 | 40 | 39 | 45 | uit |